# A Praça (canção)
"A Praça" é uma canção em estilo marcha-rancho gravada por Ronnie Von em seu álbum autointitulado de 1967.
Liricamente, narra o discurso de uma pessoa apaixonada na praça onde se encontrava com a amada com quem não tem mais contato. O compositor Carlos Imperial afirmou ter se inspirado na Praça Jerônimo Monteiro, de Cachoeiro de Itapemirim, Espírito Santo. Imperial queria que Ronnie a gravasse, mas este estava relutante pois costumava gravar apenas canções do gênero iê-iê-iê; convencido pelo apresentador José Paulo de Andrade, decidiu gravá-la e lançá-la em 20 de abril de 1967. Conhecido como um grande polemista, Imperial ajudou na divulgação ao criar uma falsa controvérsia: pagou outro músico para acusá-lo de plágio, alavancando a cobertura midiática em torno do lançamento.
Lançado pela Polydor, o álbum vendeu 40 mil cópias em 15 dias, principalmente por conta do êxito do single de "A Praça", que foi o quarto mais vendido no Brasil em 1967. Essa canção é considerada o maior sucesso da carreira de Ronnie Von. Em 1987, deu-se início à exibição do humorístico A Praça É Nossa, no SBT, que sempre utilizou essa música como tema principal; Imperial a cedeu gratuitamente para o programa.